# Jezus (South Park)
Jezus is de Christelijke messias uit de animatieserie South Park. Hij is in deze serie niet alleen de verlosser, maar heeft ook zijn eigen praatprogramma Jesus and Pals.
Jezus heeft de kracht om te helen, zichzelf te doen herleven en anderen naar de hel te sturen. Hij sterft enkele malen in de serie. In de aflevering Red Sleigh Down gebruiken Stan en Kyle daarop hun bekende trefzin:
- Stan: "Oh my God, the Iraqis killed Jesus!"
- Kyle: "You bastards!"

Jezus is ook lid van Super Best Friends, zo blijkt in de gelijknamige aflevering. Dit is een groep van stichters van godsdiensten, zo maken ook Boeddha, Mohammed, Krishna en Joseph Smith deel uit van deze groep. In de Imaginationland-aflevering maakt hij samen met andere religieuze figuren deel uit van de fictieve figuren die Imaginationland bewonen.